# 푸나오타섬
푸나오타섬(Funaota)은 투발루 누쿠페타우 환초 북쪽에 위치한 섬이다.